# 刘既漂
刘既漂（1900年6月4日—1992年4月15日）是一位中国装饰风艺术建筑师和画家。被誉为第一位装饰风艺术的中国建筑师。

## 生平
1900年出生于广东梅州兴宁市叶塘留桥村的一个客家家族，1918年至1927年在法国留学，毕业于巴黎大学和法国美术学院。1927年毕业回国，参与组建国立西湖艺术院（即国立杭州艺术专科学校）。1929年参与设计杭州西湖博览会建筑外观。同年前往上海和李石曾之子李宗侃合资创办大方建筑公司。1932年与潘凤箫结婚，同年在南京创办大方建筑设计公司。抗日战争全面爆发后关闭上海和南京公司前往广州。1947年前往美国，1949年开办洗衣房。1953年将洗衣房卖给朋友开办养鸡场。1968年开始学习绘画。
1992年4月15日在美国新泽西州逝世，享年91岁。

## 其它軼事
蔡元培長女蔡威廉曾於藝術運動社展覽會，展出劉既漂肖象畫乙幅。